# Europa VII (canción)
«Europa VII» es el cuarto y último sencillo del quinto álbum de estudio del grupo donostiarra La Oreja de Van Gogh, A las cinco en el Astoria.

## Acerca de la canción
El sonido de los teclados y los efectos sonoros recuerdan al mítico Nacho Cano y a su grupo Mecano, la página oficial del grupo Mecano inclusive promocionó el videoclip de esta canción por recordar a canciones de los madrileños como "Viaje Espacial" y "Laika". Se mezcla con sonidos de radio de la nave y la torre de control para dar lugar a La visita. La canción habla de un astronauta que es enviado al espacio por una gran nación en la nave Europa VII. Debido a algún problema técnico sabe que va a morir al quedar la nave a la deriva en el espacio; reconoce que las confrontaciones entre países son absurdas y que lo que importa es la vida y deja patente que, estando en el espacio, es un representante de la humanidad, no de un país.
Para la canción el grupo utilizó el Theremín, uno de los primeros instrumentos electrónicos que se inventaron. Se puede escuchar al final de la canción. Durante la gira de "A las cinco en el Astoria", Xabi saca el Theremín al final del tema para hacer un solo.
La canción fue nominada a un premio Oye por el Consejo de la Comunicación en México en una categoría especial bajo el siguiente argumento:
Es una representación de lo que puede pasarle a nuestro planeta si no lo cuidamos, expone un trágico escenario acerca de lo que sucederá si continuamos destruyéndolo.

## Estreno
Se dio a conocer como cuarto sencillo el día 17 de abril del 2009 en la emisora Los 40 Principales de España.
Fue la entrada más fuerte en los 40 Principales el 2 de mayo, entrando en el puesto trigésimo y alcanzando tan solo el 10 en apenas 5 semanas.

## Videoclip
- Videoclip de Europa VII

El videoclip oficial, cuarto con Leire Martínez en la formación, se dio a conocer el día 31 de mayo de 2009 en el blog oficial de la banda. Rápidamente, el vídeo se distribuyó por toda la red, apareciendo en numerosos portales.
El principio del videoclip se centra en los cinco componentes de la banda, andando por un aparcamiento de un supermercado bajo la lluvia y refugiándose de esta en un coche Ford. En el interior, Leire aprieta un botón que hace empezar la canción en el reproductor MP3 del coche y, paralelamente, lleva a los cinco de La Oreja de Van Gogh a una futurista nave espacial donde se les ve vestidos de astronautas. La canción se desarrolla entre primeros planos de Leire con un moderno casco, imágenes de sus compañeros en cápsulas despertándose y momentos de ingravidez. Además, la letra de la canción queda reflejada en una pantalla enorme, táctil y tridimensional en la que se proyectan vídeos de acontecimientos o sucesos del siglo XX y principios del siglo XXI, que los componentes de la banda observan con nostalgia. Se incluyen fragmentos de la Segunda Guerra Mundial, el franquismo en España, los ataques a las Torres Gemelas del 11-S, así como celebridades influyentes como Marilyn Monroe, Nelson Mandela y Barack Obama. Las últimas imágenes en torno al final del vídeo son, como no podía ser de otra forma, de la llegada del hombre a la luna en 1969 y la famosa protesta del hombre en frente del tanque de Tiananmen, en 1989.
Las primeras reacciones al vídeo han sido muy favorables, con algunos fanes calificándolo como "uno de los mejores vídeos que ha hecho la banda", especialmente en el apartado técnico y gráfico, en comparación con la sencillez de sus predecesores. Fue producido por Debolex Films y fue filmado en Irún.
El casco que utilizó Leire en el video fue subastado por el club oficial en España para recolectar fondos contra la pobreza.

## Listas
| Lista                       | Mejor posición |
| --------------------------- | -------------- |
| Colombia (TB9)              | 14             |
| España (Los 40 Principales) | 10             |
| España Top 50 (descargas)   | 43             |
| España (Vídeos Cadena Dial) | 1              |
| España (Europa FM)          | 1              |

| Posición | 30 | 26 | 19 | 16 | 12 | 10 | 12 | 17 | 25 | 29 | 31 | 38 | 35 | 37 | 36 | 40 |

| Posición | 43 |

| Posición | 6 | 4 | 3 | 1 | 3 | 4 |